# Apanteles heichinensis
Apanteles heichinensis är en stekelart som beskrevs av Jinhaku Sonan 1942. Apanteles heichinensis ingår i släktet Apanteles och familjen bracksteklar. Inga underarter finns listade i Catalogue of Life.